# Apple Watch SE
L'Apple Watch SE (pubblicizzato come:  WATCH SE) è uno smartwatch dell'omonima azienda californiana. Con diversi abbinamenti optabili sul sito di Apple, tra cui Display, Connettività e Colorazione è l'Apple Watch migliore per rapporto Qualità/Prezzo.

## Software
Apple Watch SE viene presentato con watchOS 7.